# Religia w Warszawie
Religia w Warszawie – lista kościołów i związków wyznaniowych, prowadzących działalność religijną na terenie Warszawy.

## Bahaizm
- Wiara Bahá'í:
  - Centrum Bahá’í w Warszawie[1]

## Bön
- Ligmincha Polska:
  - ośrodek lokalny w Warszawie[2]
- Międzynarodowa Wspólnota Dzog-czen Namdagling:
  - ośrodek w Warszawie[3]

## Buddyzm
- Buddyjska Wspólnota „Zen Kannon”:
  - ośrodek w Warszawie[4]
- Buddyjski Związek Diamentowej Drogi Linii Karma Kagyu:
  - Buddyjski Ośrodek Medytacyjny w Warszawie[5]
  - Buddyjski Ośrodek Medytacyjny w Warszawie-Wesołej[6]
- Kanzeon Związek Buddyjski:
  - Kanzeon Sangha. Ośrodek w Wilanowie[7]
- Misja Buddyjska – Trzy Schronienia w Polsce:
  - Acala (Rime)[8]
  - Drikung Samten Choling[8]
  - Dro Phen Dziang Ciub Ling[8]
  - Ho Hakubaji Sangen[8]
  - Instytut Marpy[8]
  - Warszawski Ośrodek Buddyjski Karma Dechen Chöling[8][9]
  - Mangalaśri Taklung Kagyu[8]
  - Nalanda Bodhi[8]
  - Polska Sangha Jodo Shinshu Nishi Honganji-ha[8]
  - Sangha Uśmiech Buddy[8]
  - Shambhala Warszawa[8]
  - Ośrodek Misyjny Bukkoin[8]
  - Świątynia Shogakuin[8]
  - Tara Mandala[8]
- Sangha „Dogen Zenji”:
  - Ośrodek Ko Zen Ji w Warszawie[10]
- Szkoła Zen Kwan Um w Polsce[11]:
  - Główna Świątynia Wu Bong Sa
  - Praktyka w centrum Warszawy
- Wspólnota Buddyjska Triratna[12]:
  - Ośrodek w Warszawie
- Związek Buddystów Zen „Bodhidharma”[13]:
  - Ogólnopolski Ośrodek Zen w Warszawie

## Chrześcijaństwo

### Irwingianizm
- Kościół Nowoapostolski w Polsce:
  - zbór w Warszawie[14]

### Katolicyzm

#### Kościół katolicki
- Kościół rzymskokatolicki:

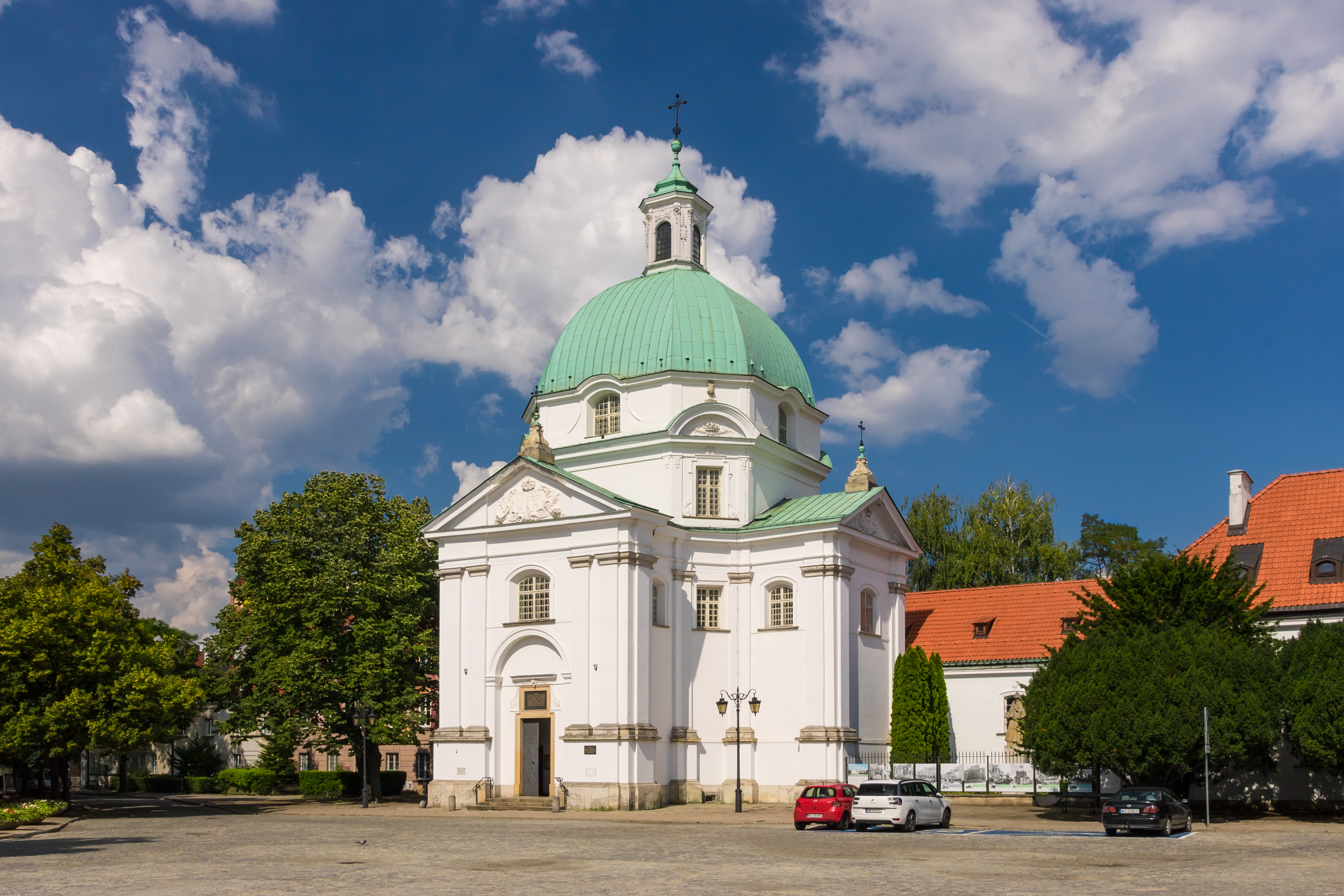
Kościół rzymskokatolicki św. Kazimierza

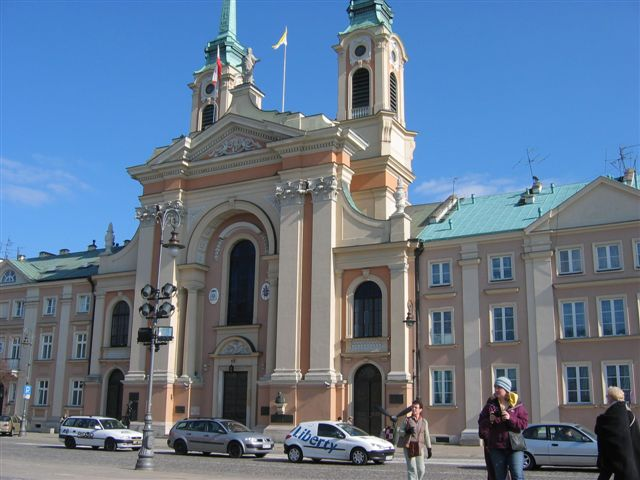
Katedra polowa Wojska Polskiego NMP Królowej Polski

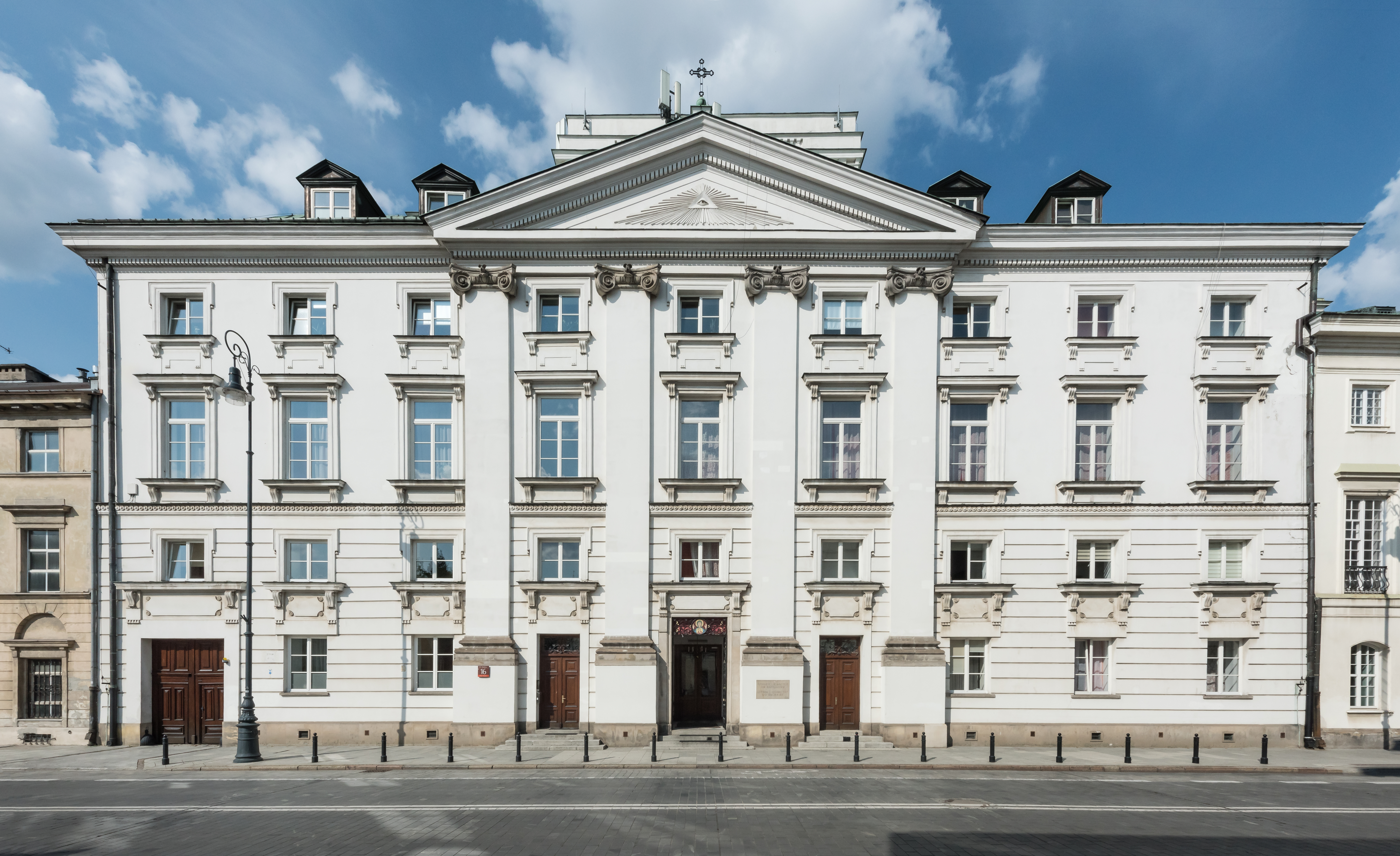
Cerkiew greckokatolicka Zaśnięcia Najświętszej Marii Panny

  - archidiecezja warszawska – 86 parafii w granicach miasta[15]
    - dekanat bielański
    - dekanat jelonkowski
    - dekanat mokotowski
    - dekanat muranowski
    - dekanat ochocki
    - dekanat służewski
    - dekanat staromiejski
    - dekanat śródmiejski
    - dekanat świętokrzyski
    - dekanat ursuski
    - dekanat ursynowski
    - dekanat wilanowski
    - dekanat wolski
    - dekanat żoliborski

  - diecezja warszawsko-praska – 51 parafii w granicach miasta[15]
    - dekanat aniński
    - dekanat bródnowski
    - dekanat grochowski
    - dekanat praski
    - dekanat rembertowski
    - dekanat tarchomiński
- Kościół greckokatolicki:
  - Parafia bł. Mikołaja Czarneckiego w Warszawie[16]
  - Parafia Opieki Najświętszej Marii Panny w Warszawie[17]
  - Parafia Zaśnięcia Najświętszej Marii Panny w Warszawie[18]
  - Parafia Zwiastowania Najświętszej Marii Panny w Warszawie[19]
- Kościół ormiańskokatolicki:
  - Parafia centralna pw. św. Grzegorza z Nareku[20]

#### Starokatolicyzm

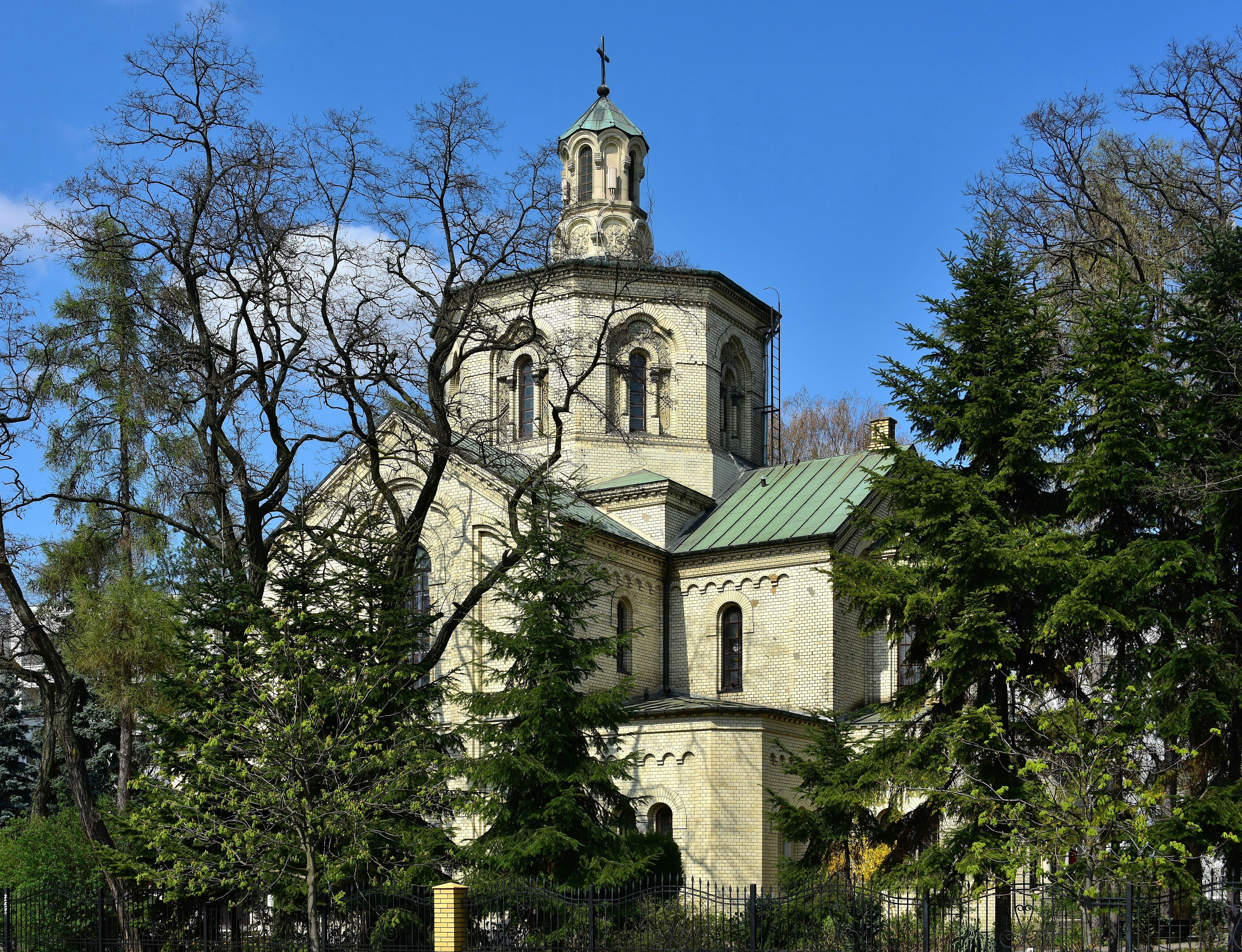
Katedra polskokatolicka Świętego Ducha

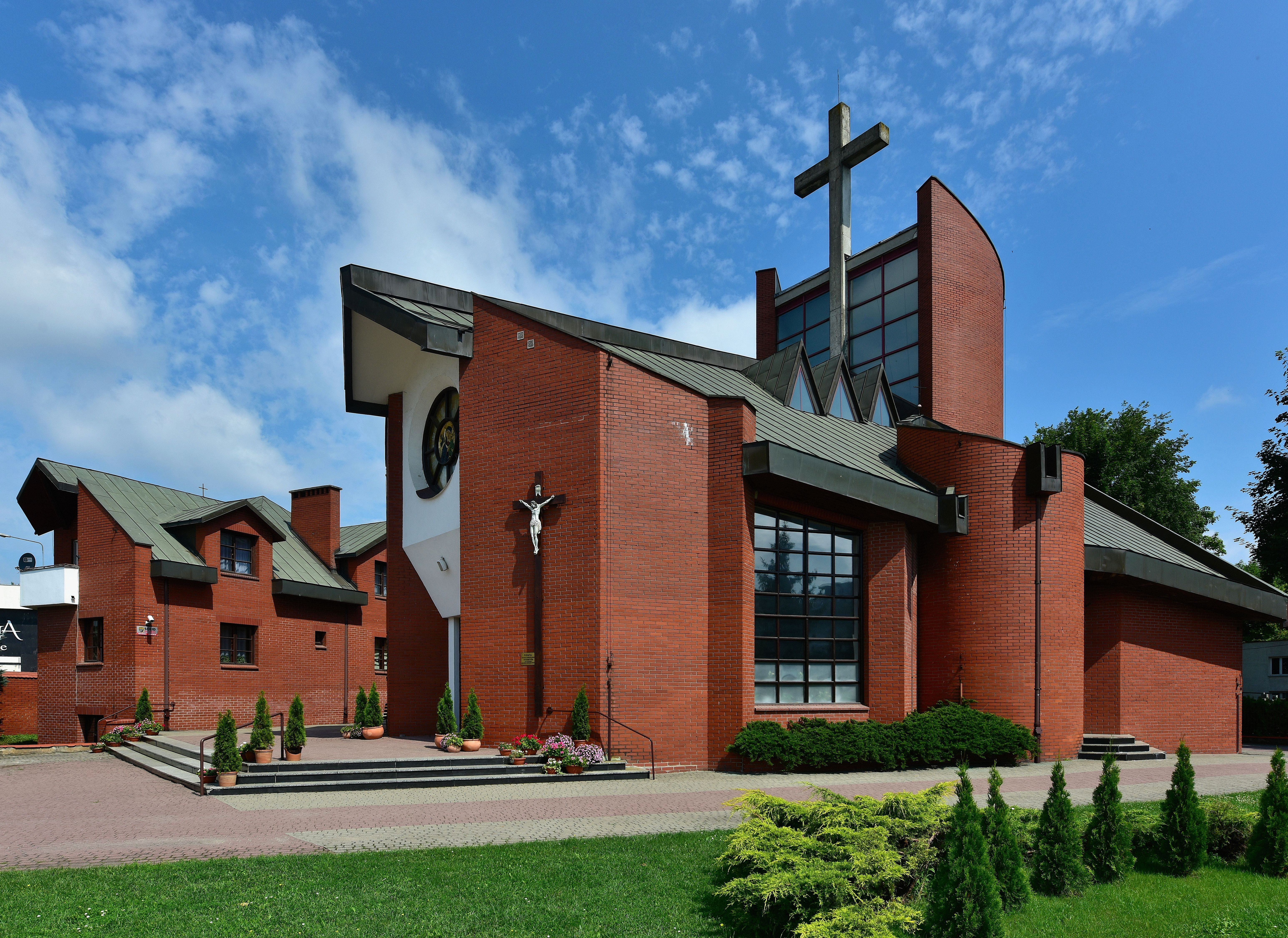
Kościół mariawicki Matki Boskiej Nieustającej Pomocy

- Katolicki Kościół Narodowy w Polsce:
  - Parafia Błogosławionego Kardynała Stefana Wyszyńskiego[21]
  - Parafia Świętej Trójcy[22]
  - Parafia Wszystkich Świętych[23]
- Kościół Dobrej Nadziei[24]
- Kościół Polskokatolicki w Rzeczypospolitej Polskiej[25]:
  - Parafia Katedralna Świętego Ducha
  - Parafia Miłosierdzia Bożego
- Kościół Starokatolicki Mariawitów w RP[26]:
  - Parafia Matki Boskiej Nieustającej Pomocy
- Kościół Katolicki Mariawitów w RP[27]:
  - Parafia Matki Boskiej Nieustającej Pomocy
- Polski Narodowy Katolicki Kościół w RP[28]:
  - Parafia Centralna Dobrego Pasterza
- Reformowany Kościół Katolicki w Polsce[29]:
  - Parafia Trójcy Świętej

#### Tradycjonalizm katolicki
- Bractwo Kapłańskie Świętego Piusa X[30]:
  - Przeorat św. Piusa X
- Sedewakantyzm[31]:
  - Oratorium św. Andrzeja Boboli

### Kościoły orientalne
- Ormiański Kościół Apostolski Katolikosatu Eczmiadzyńskiego w RP (Apostolski Kościół Ormiański)[32]:
  - duszpasterstwo w Warszawie

### Prawosławie

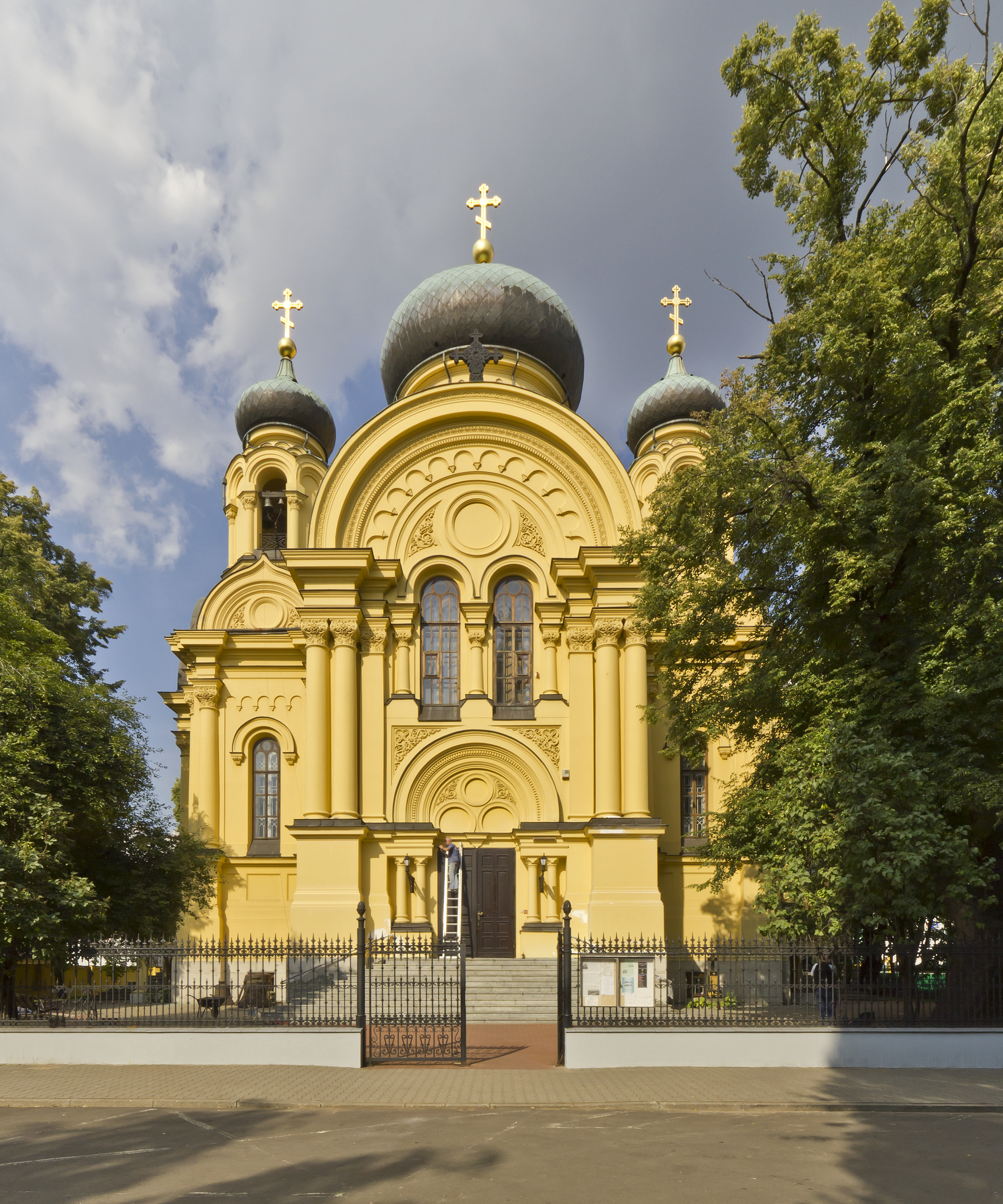
Cerkiew św. Marii Magdaleny – prawosławny sobór metropolitalny

- Polski Autokefaliczny Kościół Prawosławny[33]:
  - Parafia katedralna św. Marii Magdaleny
  - Parafia katedralna św. Jerzego Zwycięzcy (wojskowa)
  - Parafia św. Jana Klimaka
  - Parafia św. Sofii Mądrości Bożej
  - Parafia Świętej Trójcy
  - Parafia Wprowadzenia do Świątyni Przenajświętszej Bogurodzicy
  - Punkt Duszpasterski św. Męczennika Archimandryty Grzegorza

### Protestantyzm

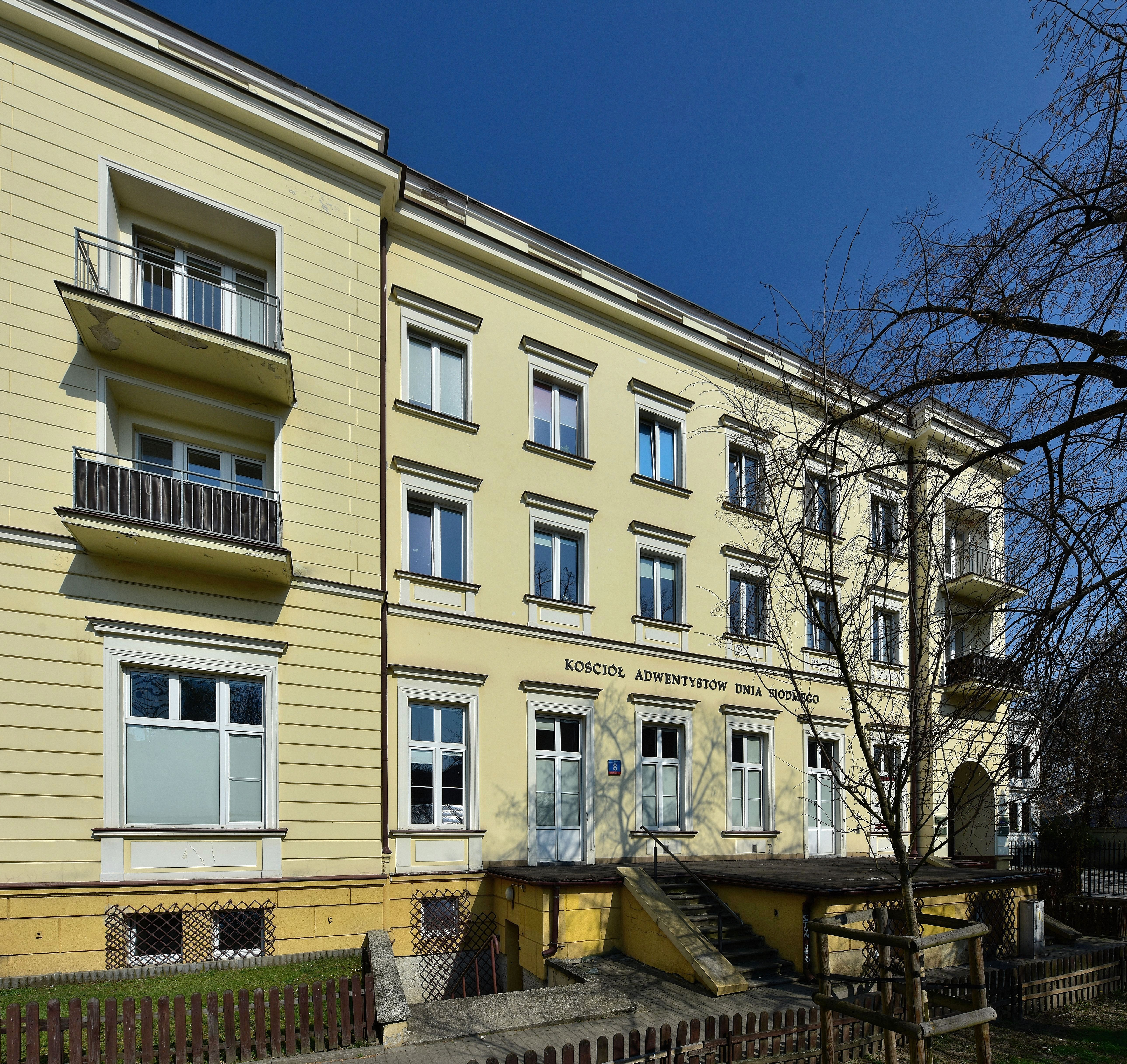
Siedziba zboru Warszawa-Centrum Kościół Adwentystów Dnia Siódmego

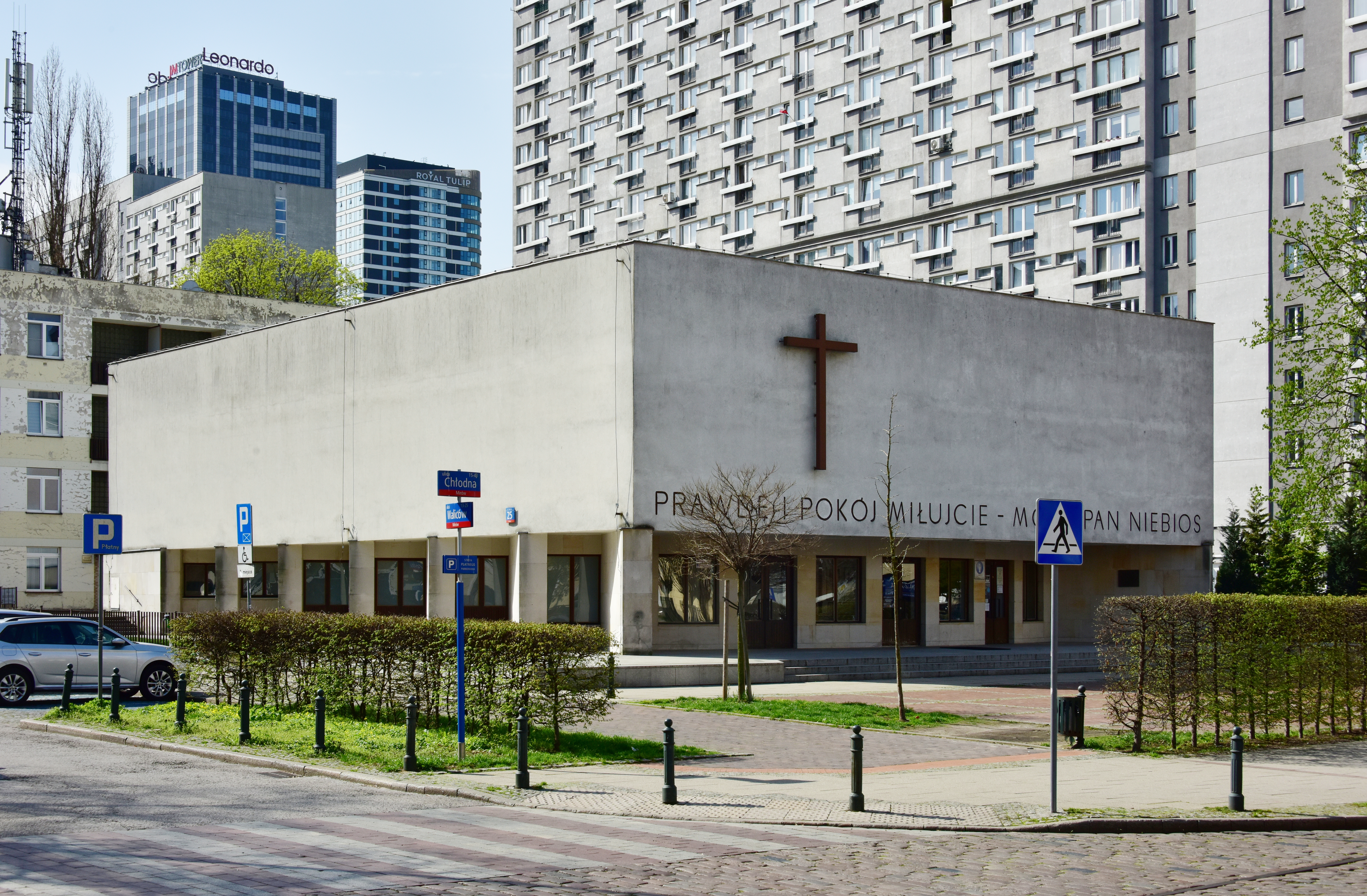
Kaplica I Zboru Kościoła Chrześcijan Baptystów

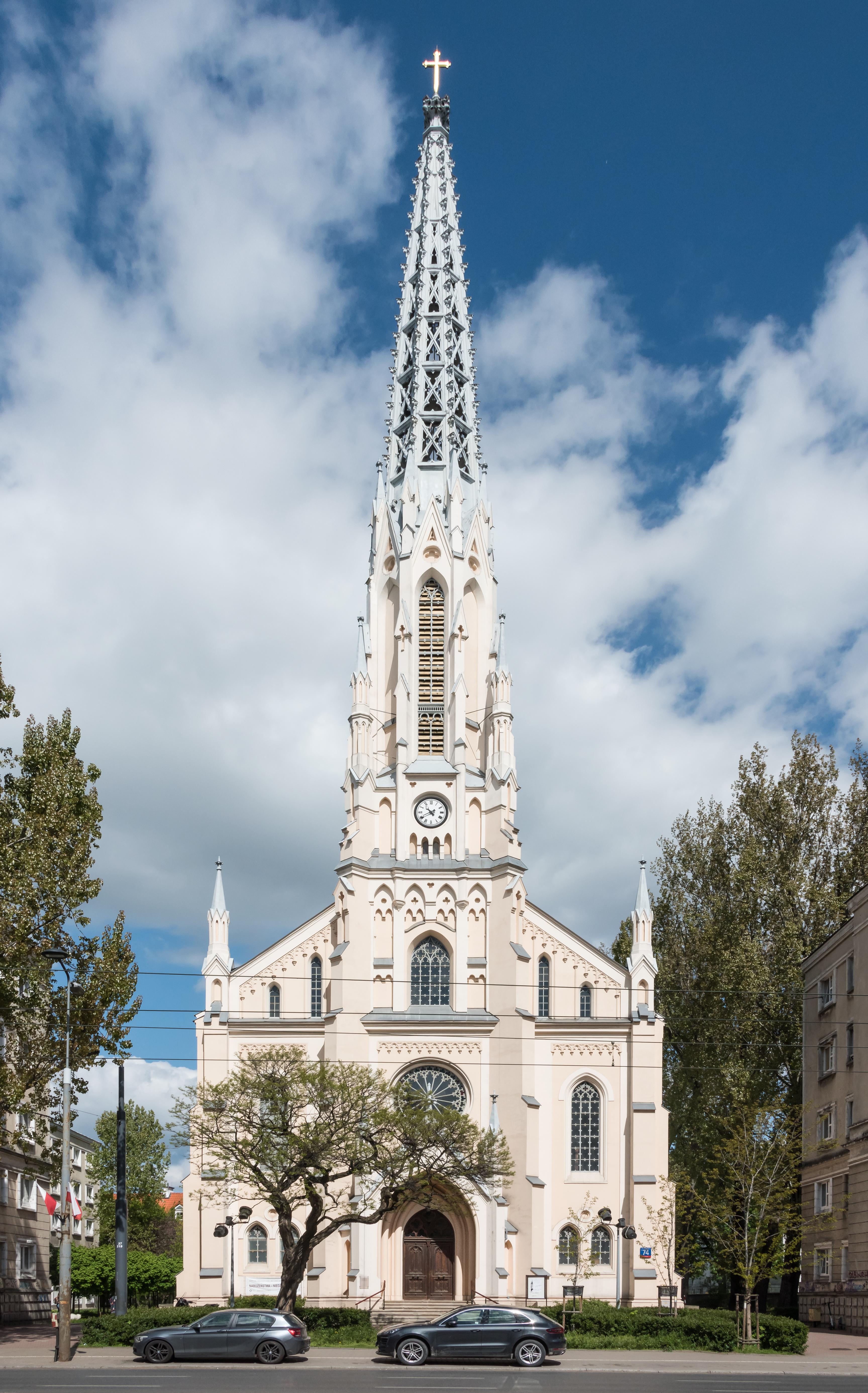
Kościół ewangelicko-reformowany

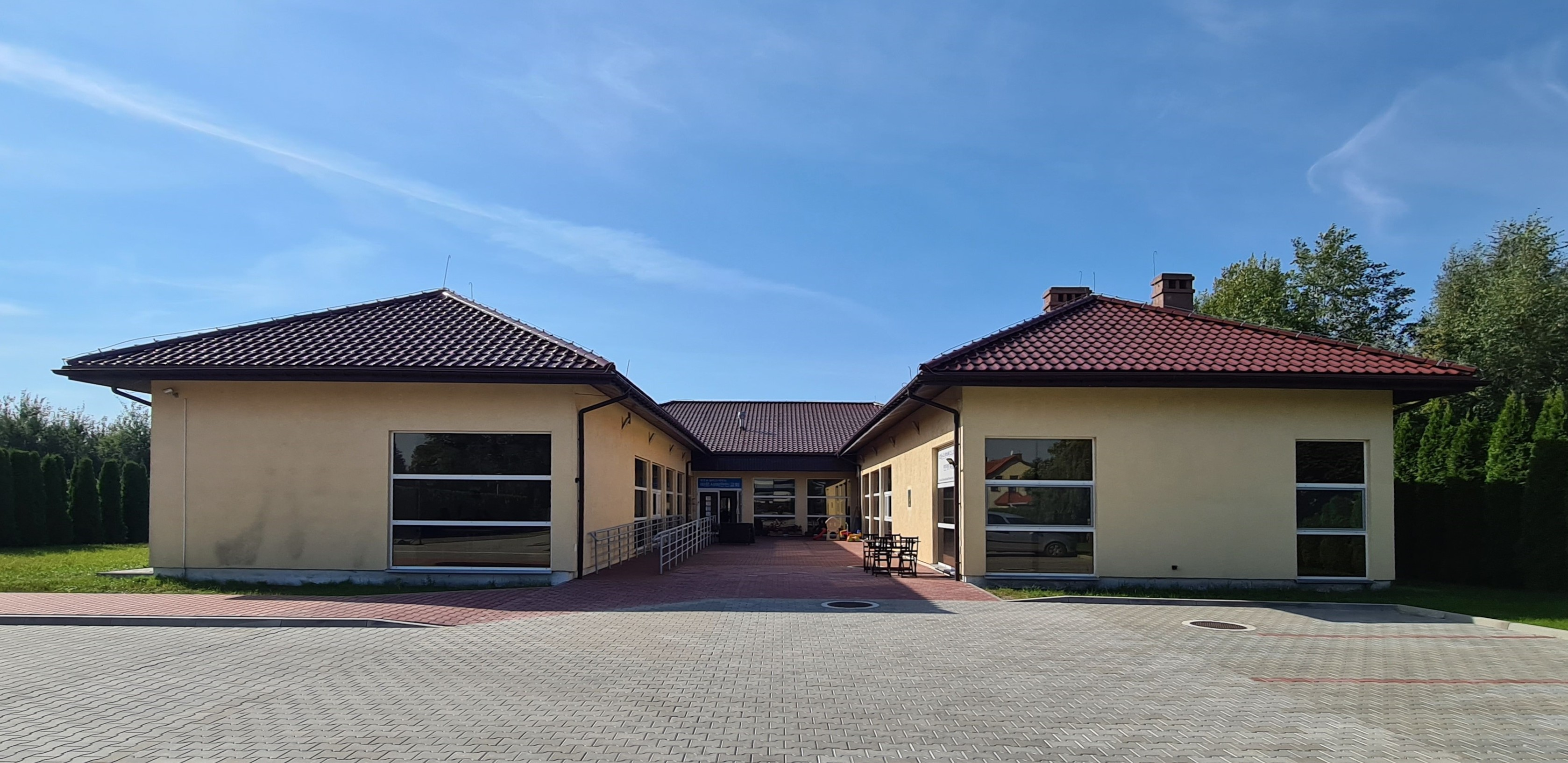
Kościół Koreański

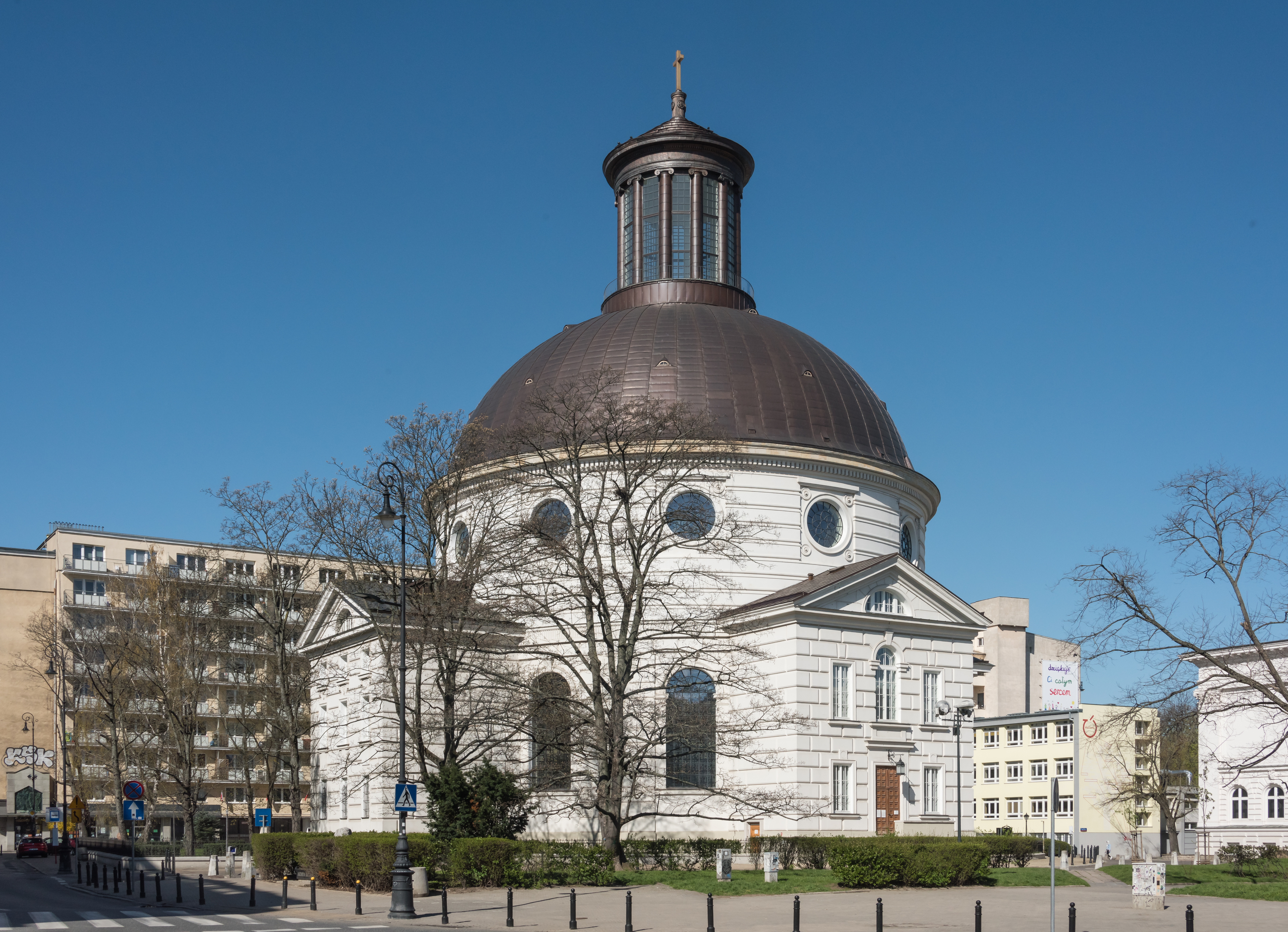
Kościół ewangelicko-augsburski Świętej Trójcy

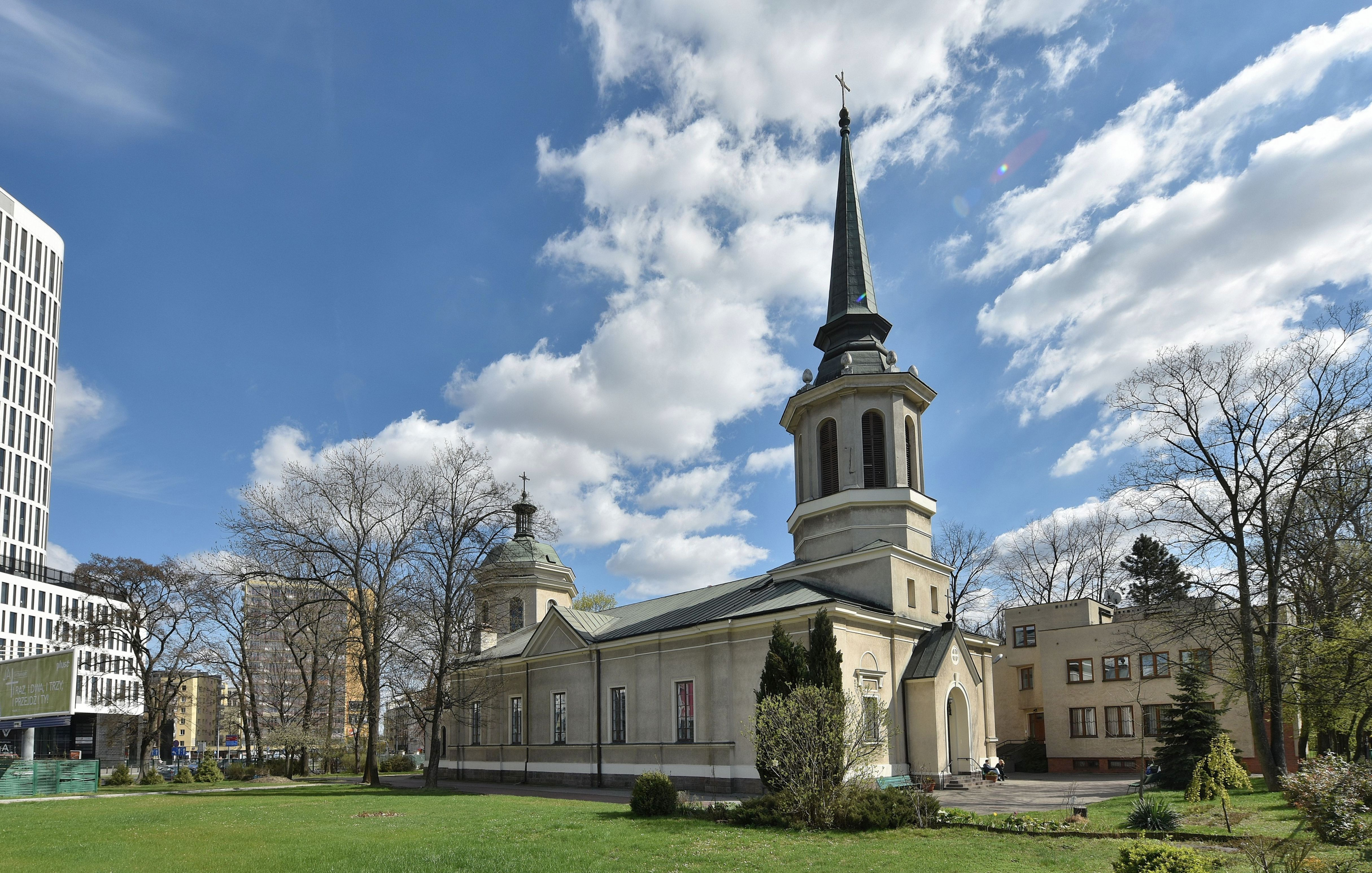
Kościół ewangelicko-augsburski Wniebowstąpienia Pańskiego

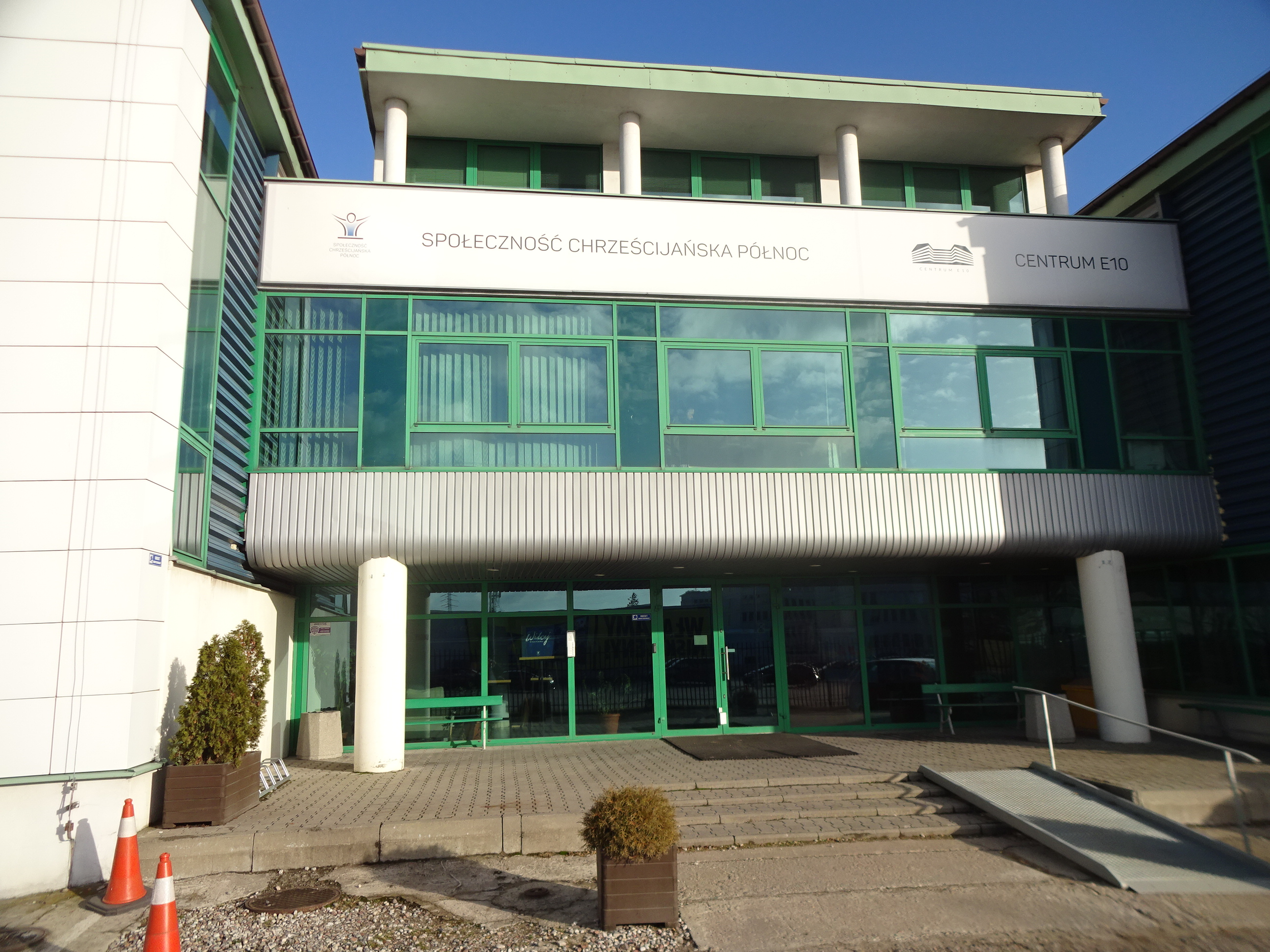
Siedziba Społeczności Chrześcijańskiej „Północ”

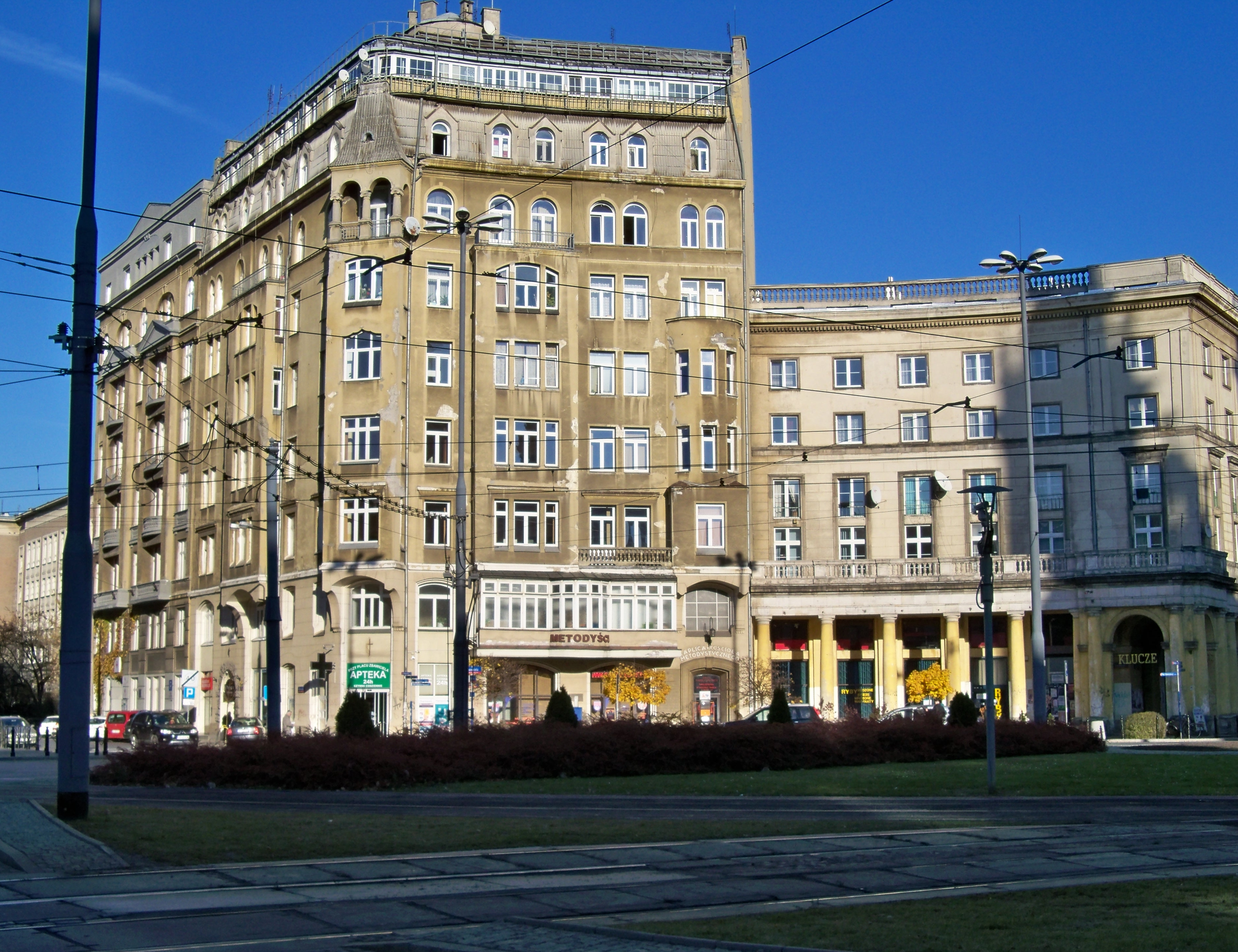
Kaplica metodystyczna Dobrego Pasterza

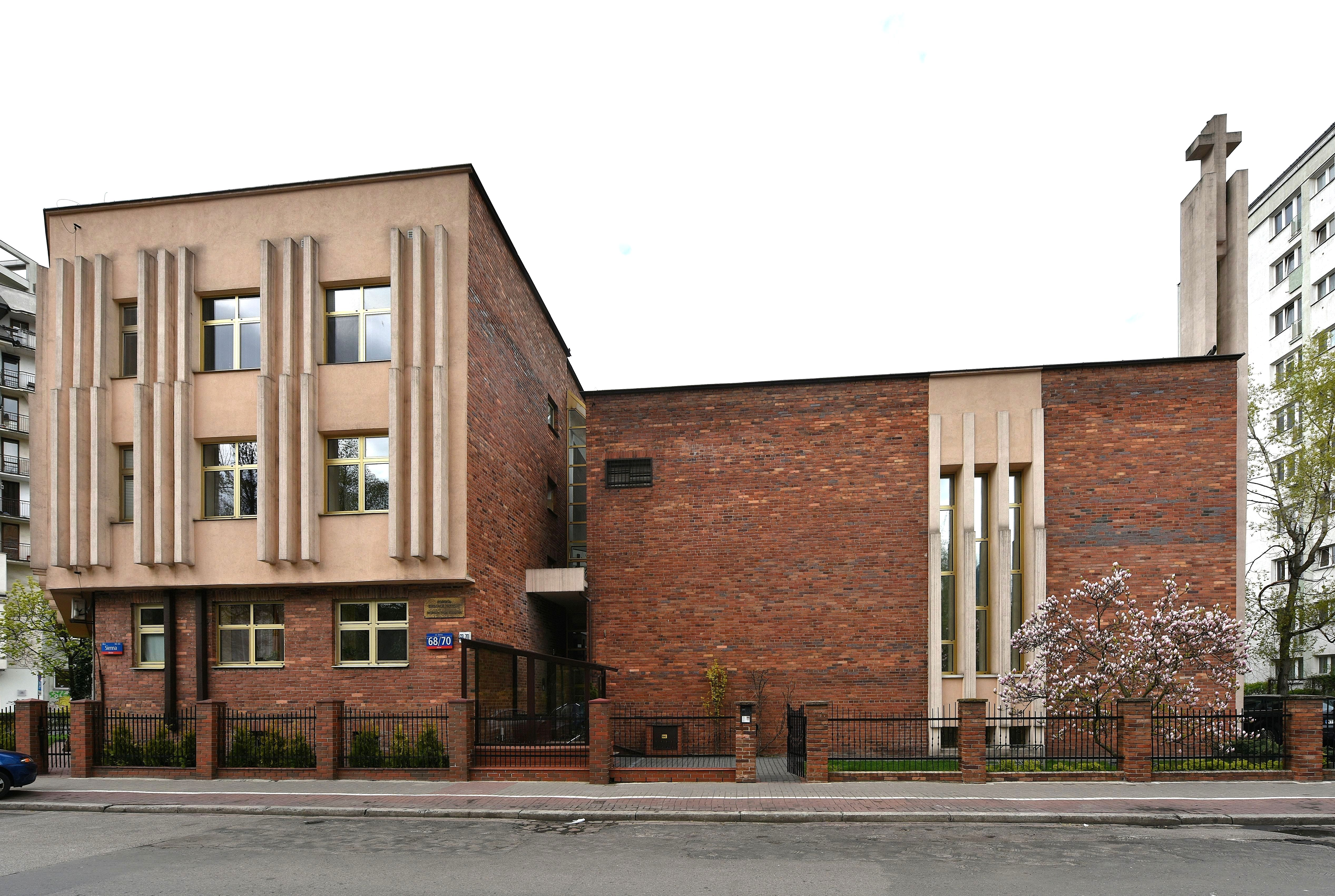
Kaplica Zboru Stołecznego Kościoła Zielonoświątkowego

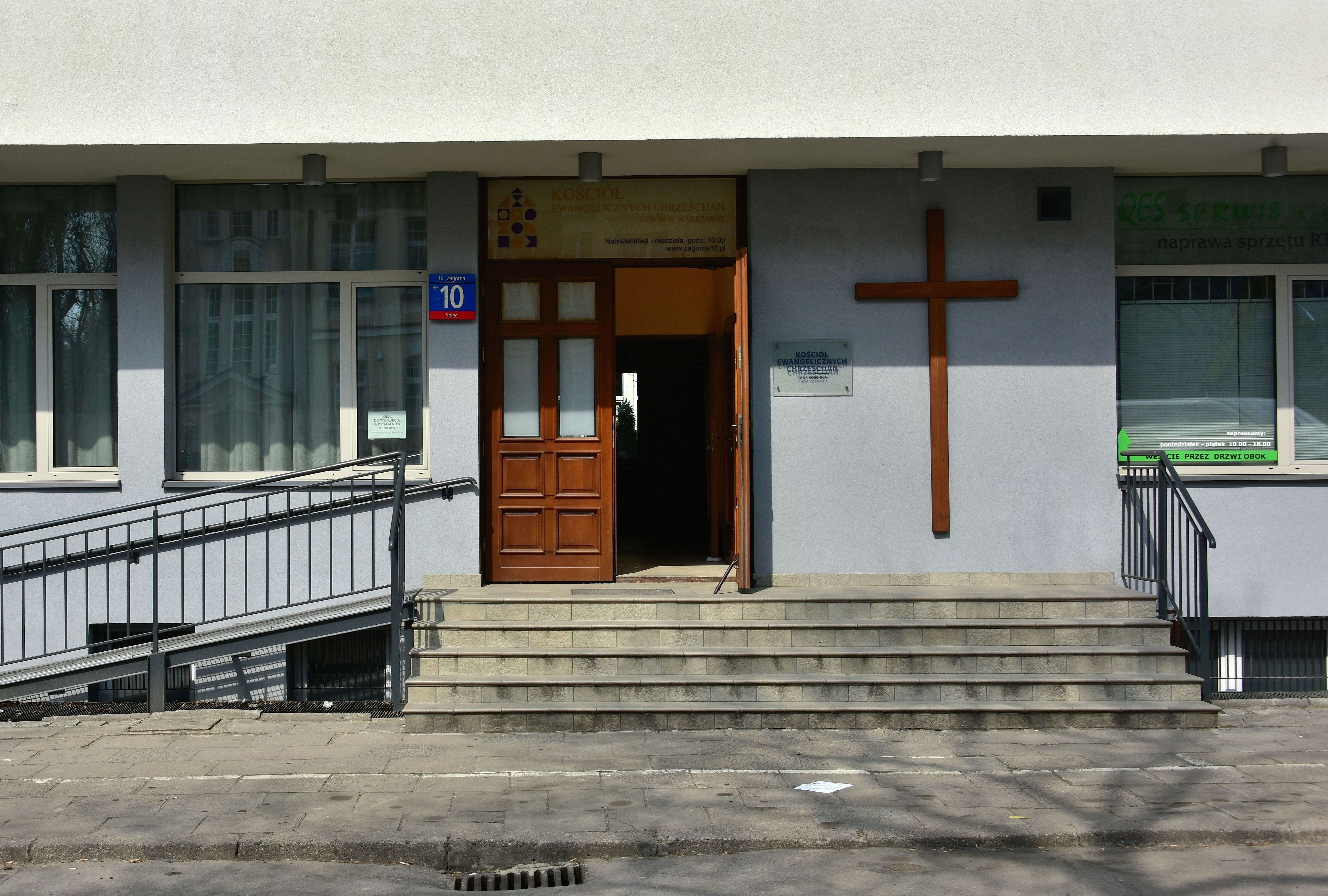
Kaplica I Zboru Kościoła Ewangelicznych Chrześcijan

#### Anglikanizm
- Kościół Anglikański w Polsce:
  - Kapelania warszawska (parafia św. Emmanuela)[34]

#### Adwentyzm
- Kościół Adwentystów Dnia Siódmego w RP:
  - Zbór Międzynarodowy[35]
  - Zbór Warszawa-Centrum[35]
  - Zbór Warszawa-Ursynów[35]
  - Zbór Warszawa-Żoliborz[35]

#### Baptyzm
- Biblijny Kościół Baptystyczny:
  - Zbór w Warszawie-Aninie[36]
- Ewangeliczny Kościół Baptystyczny (Gospel Baptist Church)[37]
- Kościół Chrześcijan Baptystów w RP:
  - I Zbór Kościoła Chrześcijan Baptystów[38]
  - II Zbór Kościoła Chrześcijan Baptystów[38]
  - Zbór Kościoła Chrześcijan Baptystów „Wspólnota Radość”[38]
  - Zbór Ukraiński Kościoła Chrześcijan Baptystów[38]
  - Zbór w Warszawie „Zbawienie”[38]
  - Placówka w Warszawie Zboru Chińskiego (dialekt mandaryński) w Wólce Kosowskiej[38]
  - Kościół „Boża Łaska”[39][40]

#### Bracia plymuccy
- Kościół Wolnych Chrześcijan w RP:
  - Zbór Warszawa Kurpiowska[41]
  - Zbór Warszawa Ursus[41]
- Stowarzyszenie Zborów Chrześcijan w RP:
  - zbór w Warszawie[42]

#### Kalwinizm
- Kościół Ewangelicko-Prezbiteriański w Polsce:
  - Parafia Ewangelicko-Prezbiteriańska Kościół Dobrego Pasterza w Warszawie[43]
  - Parafia Ewangelicko-Prezbiteriańska Odkupiciela w Warszawie[44]
- Kościół Ewangelicko-Reformowany w RP:
  - Parafia Ewangelicko-Reformowana w Warszawie[45]
- Kościół Prezbiteriański:
  - Kościół Koreański w Warszawie[46]
- Litewski Kościół Ewangelicko-Reformowany:
  - Parafia Warszawska Litewskiego Kościoła Ewangelicko-Reformowanego (Zbór Warszawski Jednoty Litewskiej)[47]

#### Kwakrzy
- Religijne Towarzystwo Przyjaciół w Polsce:
  - Wspólnota Religijnego Towarzystwa Przyjaciół w Warszawie[48]

#### Kościoły Chrystusowe
- Kościół Chrystusowy w RP:
  - Kościół Chrystusowy „Grace Church”[49]
  - Kościół Chrystusowy „International Christian Fellowship”[49]
  - Kościół Chrystusowy „Life Church”[49]
  - Społeczność Chrześcijańska „HIS Church”[49]
  - Społeczność Chrześcijańska „Boży Pokój” w Warszawie[49]
  - Społeczność Chrześcijańska „Kingdom Life” w Warszawie[49]
  - Społeczność Chrześcijańska „Puławska”[49]
  - Społeczność Chrześcijańska „Południe”[49]
  - Społeczność Chrześcijańska „Północ”[49]
  - Społeczność Chrześcijańska „Wilanów”[49]
  - Społeczność Chrześcijańska „Zachód”[49]
- Warszawski Kościół Chrystusowy[50]
- Zrzeszenie Kościołów Chrystusowych w RP:
  - zbór w Warszawie[51]

#### Luteranizm
- Kościół Ewangelicko-Augsburski w RP:
  - Parafia Świętej Trójcy[52]
  - Parafia Wniebowstąpienia Pańskiego[53]

#### Metodyzm
- Kościół Ewangelicko-Metodystyczny w RP:
  - Parafia Ewangelicko-Metodystyczna Dobrego Pasterza w Warszawie[54]

#### Pentekostalizm
- Centrum Biblijne „Jezus Jest Panem”[50]
- Chrześcijańska Wspólnota Zielonoświątkowa:
  - zbór w Warszawie[55]
- City Church Warsaw[56]
- Kościół Boży w Polsce:
  - Arabski Kościół Nazarejczyka[57]
  - Kościół Chrześcijański River[57]
  - Kościół Jezusa Chrystusa[57]
  - Społeczność „Prawda Ewangelii”[58]
- Kościół Boży w Chrystusie:
  - Centrum Uwielbienia Pentecost[59]
  - Chrześcijański Kościół Reformacyjny[60]
  - HOM Church[59]
  - Kościół „Boże Oblicze”[59]
  - Kościół „Droga”[59]
  - Kościół Ducha Świętego[59]
  - Kościół „Genesis”[59]
  - Kościół Miłości Bożej w Warszawie[59]
  - Społeczność „Formacja Transformacja”[59]
  - Warszawski Kościół Misyjny[60]
  - Wspólnota Ambasady Chrystusa[59]
  - Wspólnota Misji Apostolskiej[59]
  - Wspólnota Odkupionych Chrześcijan[59]
  - Zbór „Dom Boży”[59]
  - Zbór „Praga dla Chrystusa”[59]
- Kościół Chrześcijan Pełnej Ewangelii „Obóz Boży”:
  - Kościół Mocy w Warszawie[61]
- Kościół Chrześcijan Wiary Ewangelicznej:
  - Kościół Chrześcijan Wiary Ewangelicznej „Zwycięstwo”[62]
  - Kościół Ewangeliczny Zgromadzenia Bożego w Warszawie[63]
  - Zbór Kościoła Chrześcijan Wiary Ewangelicznej w Warszawie[63]
  - Zbór „Spichlerz”[63]
  - Żydowska Mesjańska Wspólnota – Shalom w Warszawie[63]
- Kościół Chrześcijański „Miasto Świętych”[64]
- Kościół Chrześcijański „Wieczernik”:
  - Wspólnota „Namiot Dawida”[65]
- Kościół Chwały:
  - Kościół Chwały w Warszawie[66]
- Kościół Ewangeliczny „Logos”[67]
- Kościół „Misja dla Polski”[68]
- Kościół „New Generation”[69]
- Kościół „Słowo Wiary”:
  - Kościół „Słowo Wiary” w Warszawie[70]
- Kościół Zielonoświątkowy:
  - Zbór „Chrześcijańska Wspólnota Ewangelii”[71]
  - Zbór „Drabina Jakuba”[71]
  - Zbór „Kościół Dla Warszawy”[71]
  - Zbór „Kościół Dom”[71]
  - Zbór „Kościół Echo Warszawa”[72][73]
  - Zbór „Kościół na Zaciszu”[71]
  - Zbór „Nowe Życie”[71]
  - Zbór „Skinia” (Русскоязычная Христианская Церковь «СКИНИЯ» в Варшаве)[71][74]
  - Zbór „Słowo Życia”[75]
  - Zbór Stołeczny[71]
- Nations Of Fire Church[76]
- Zoe Church:
  - Zoe Warsaw[77]

#### Inneewangelikalne
- Armia Zbawienia:
  - Korpus Praga-Północ[78]
- Chrześcijańska Wspólnota Braterska:
  - zbór w Warszawie[79]
- Chrześcijańska Wspólnota Ewangeliczna:
  - placówka w Warszawie[80]
- Ewangeliczny Kościół Chrześcijański:
  - parafia w Warszawie[81]
- Kościół Chrześcijański „Otwarte Drzwi”[82]
- Kościół „Ekklesia” w Warszawie[82]
- Kościół Ewangeliczny „Misja Łaski”:
  - Kościół Ewangeliczny „Misja Łaski” w Warszawie[83]
- Kościół Ewangelicznych Chrześcijan w RP:
  - I Zbór Kościoła Ewangelicznych Chrześcijan w Warszawie[84]
- Mesjańskie Zbory Boże (Dnia Siódmego):
  - Wspólnota Mesjańska w Warszawie[85]
- Praska Społeczność Ewangeliczna[86]
- Warszawski Kościół Międzynarodowy[87]
- Zbór Ewangeliczny „Betel” w Warszawie[82]
- Związek Wyznaniowy „Polska Chrześcijańska Służba”[82][88]

### Restoracjonizm

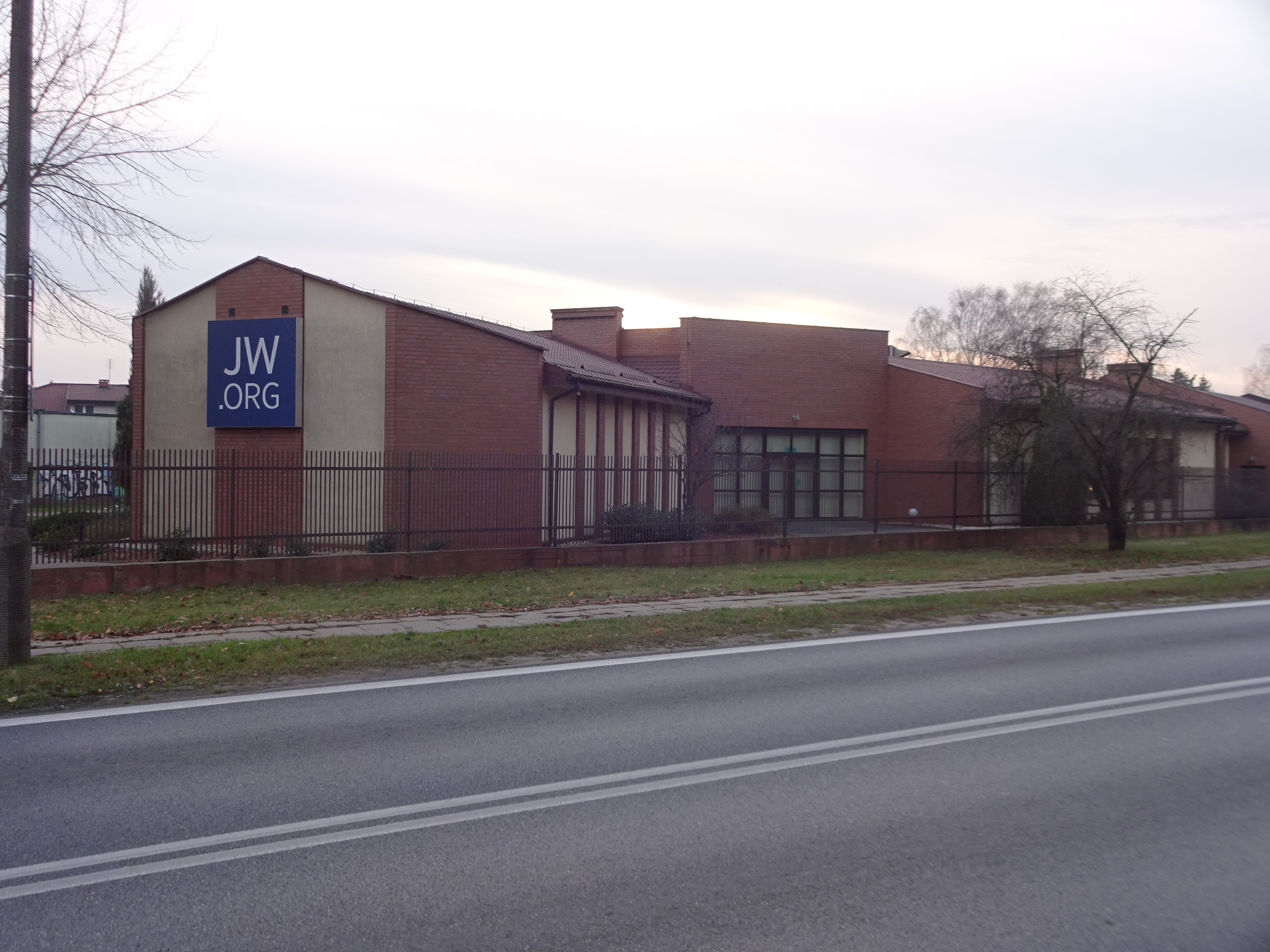
Sala Królestwa Świadków Jehowy przy ul. Kanałowej

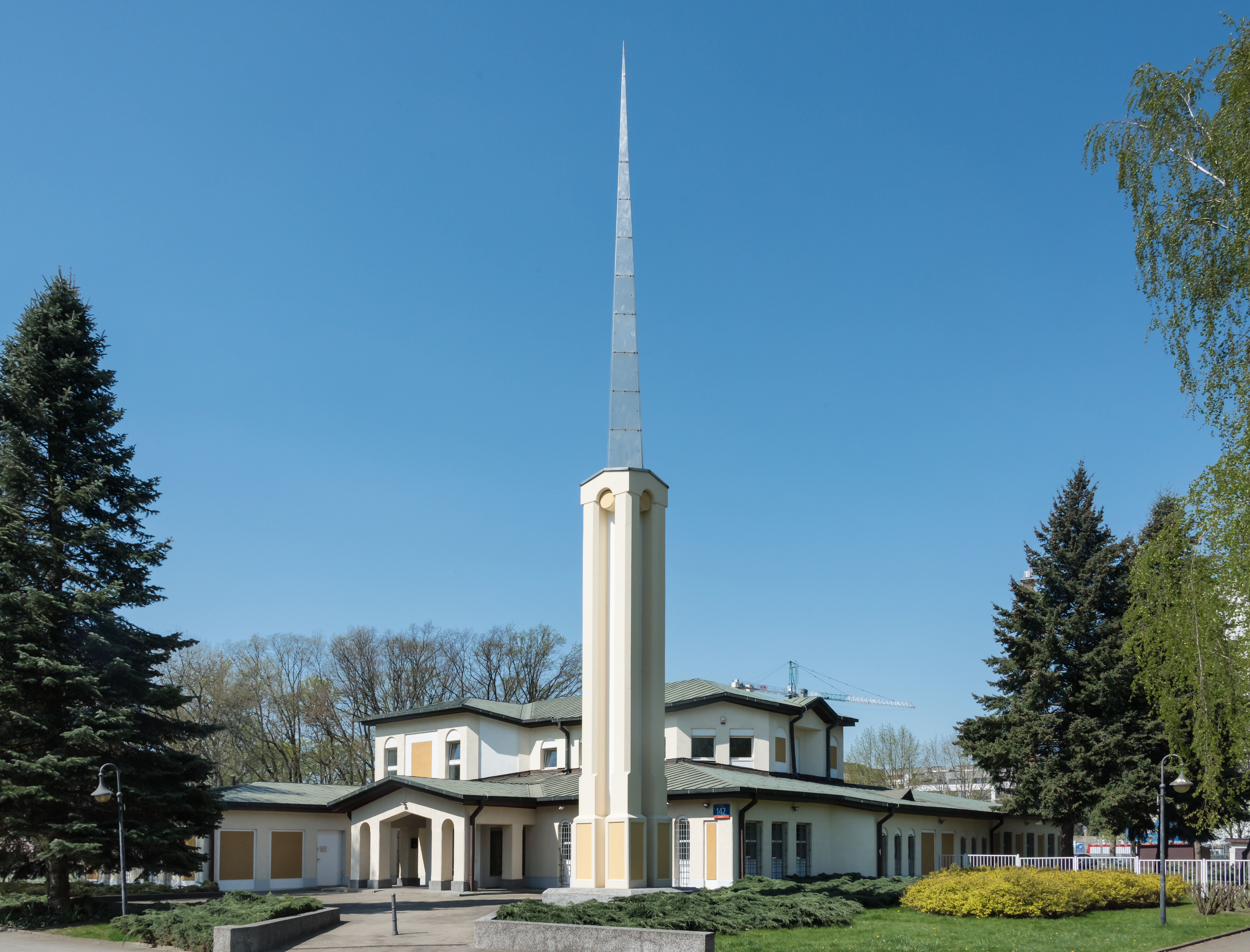
Kaplica Kościoła Jezusa Chrystusa Świętych w Dniach Ostatnich

- Kościół Boga Żywego, Będącego Wsparciem i Podporą Prawdy, Kościół Światło Świata[89]
- Świadkowie Jehowy[90]:
  - 58 zborów – Warszawa-Anin, Warszawa-Bemowo, Warszawa-Białołęka, Warszawa-Bielany, Warszawa-Bródno, Warszawa-Centrum, Warszawa-Chomiczówka, Warszawa-Czerniaków, Warszawa-Falenica, Warszawa-Gocław, Warszawa-Grochów, Warszawa-Gruziński, Warszawa-Jelonki, Warszawa-Kamionek, Warszawa-Koło, Warszawa-Mirów, Warszawa-Młociny, Warszawa-Mokotów, Warszawa-Muranów, Warszawa-Natolin, Warszawa-Nowa Praga, Warszawa-Nowe Włochy, Warszawa-Nowodwory, Warszawa-Nowolipki, Warszawa-Nowy Służewiec, Warszawa-Nowy Świat, Warszawa-Ochota (w tym grupa wietnamskojęzyczna), Warszawa-Piaski, Warszawa-Radość, Warszawa-Rakowiec, Warszawa-Raszyn, Warszawa-Rembertów, Warszawa-Saska Kępa, Warszawa-Stare Włochy, Warszawa-Tarchomin, Warszawa-Targówek, Warszawa-Ursus, Warszawa-Ursynów, Warszawa-Wesoła, Warszawa-Wilanów, Warszawa-Włoski, Warszawa-Wola, Warszawa-Wschodnia (w tym grupa rumuńskojęzyczna), Warszawa-Zacisze, Warszawa-Żoliborz, Warszawa-Migowy, Warszawa-Angielski-Południe, Warszawa-Angielski-Północ, Warszawa-Chiński, Warszawa-Hiszpański, Warszawa-Ormiański, Warszawa-Rosyjski-Południe, Warszawa-Rosyjski-Północ, Warszawa-Ukraiński-Centrum, Warszawa-Ukraiński-Północ, Warszawa-Ukraiński-Południe, Warszawa-Ukraiński-Wschód, Warszawa-Ukraiński-Zachód.
  - Sale Królestwa: ul. Burleska 15, al. Komisji Edukacji Narodowej 36 lok. 206, ul. Kanałowa 47, ul. Krakowiaków 17, ul. Patriotów 37, ul. Poprawna 115, ul. Posag 7 Panien 4, ul. Sienna 72A lok 10, ul. Słomińskiego 15 lok. 501, ul. Wałbrzyska 48
  - Sala Zgromadzeń ul. Posag 7 Panien 4
- Kościół Jezusa Chrystusa Świętych w Dniach Ostatnich:
  - I Gmina Kościoła Jezusa Chrystusa Świętych w Dniach Ostatnich w Warszawie[91].
  - II Gmina Kościoła Jezusa Chrystusa Świętych w Dniach Ostatnich w Warszawie[92]
- Stowarzyszenie Badaczy Pisma Świętego:
  - zbór w Warszawie[93]
- Świecki Ruch Misyjny „Epifania”:
  - zbór Warszawa[94]
- Zrzeszenie Wolnych Badaczy Pisma Świętego:
  - zbór w Warszawie[95]

### Inne kościoły chrześcijańskie
- Kościół Chrześcijański w Duchu Prawdy i Pokoju:
  - kościół lokalny w Warszawie[96]
- Kościół Wczesnochrześcijański w Polsce:
  - wspólnota w Warszawie[97]

## Hinduizm
- Światowy Uniwersytet Duchowy Brahma Kumaris:
  - Ośrodek Główny Brahma Kumaris w Warszawie „Galeria Medytacji”[98]
  - Ośrodek Brahma Kumaris w Warszawie-Ochocie[98]

## Islam
- Sunnizm:

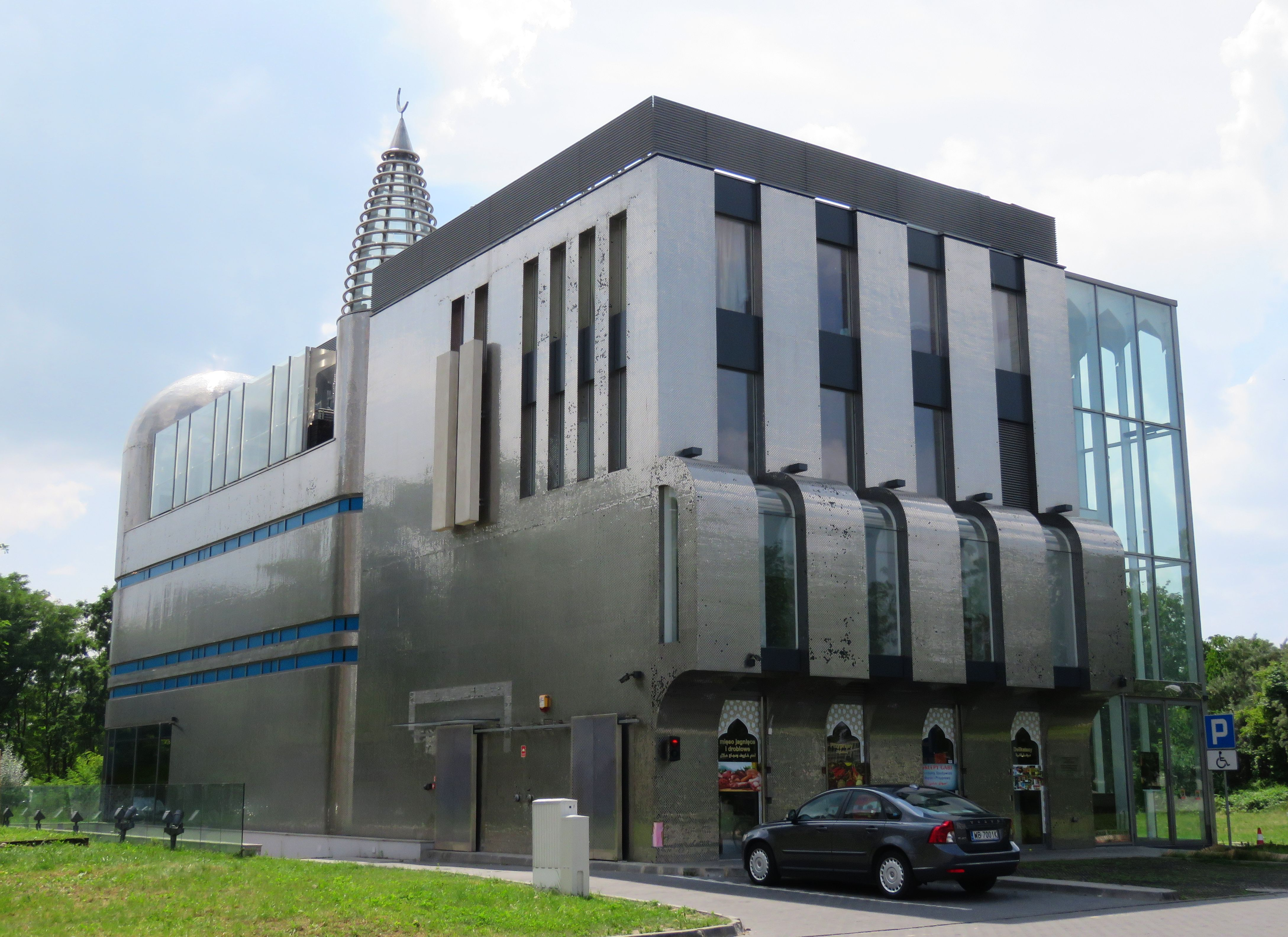
Ośrodek Kultury Muzułmańskiej

  - Muzułmański Związek Religijny w Rzeczypospolitej Polskiej:
    - Muzułmańska Gmina Wyznaniowa w Warszawie – Meczet w Warszawie

  - Liga Muzułmańska w RP[99]:
    - Ośrodek Kultury Muzułmańskiej w Warszawie

  - Stowarzyszenie Muzułmańskie Ahmadiyya[100]
- Szyizm:
  - Stowarzyszenie Jedności Muzułmańskiej[50][101]

## Judaizm
- Beit Polska[102]:

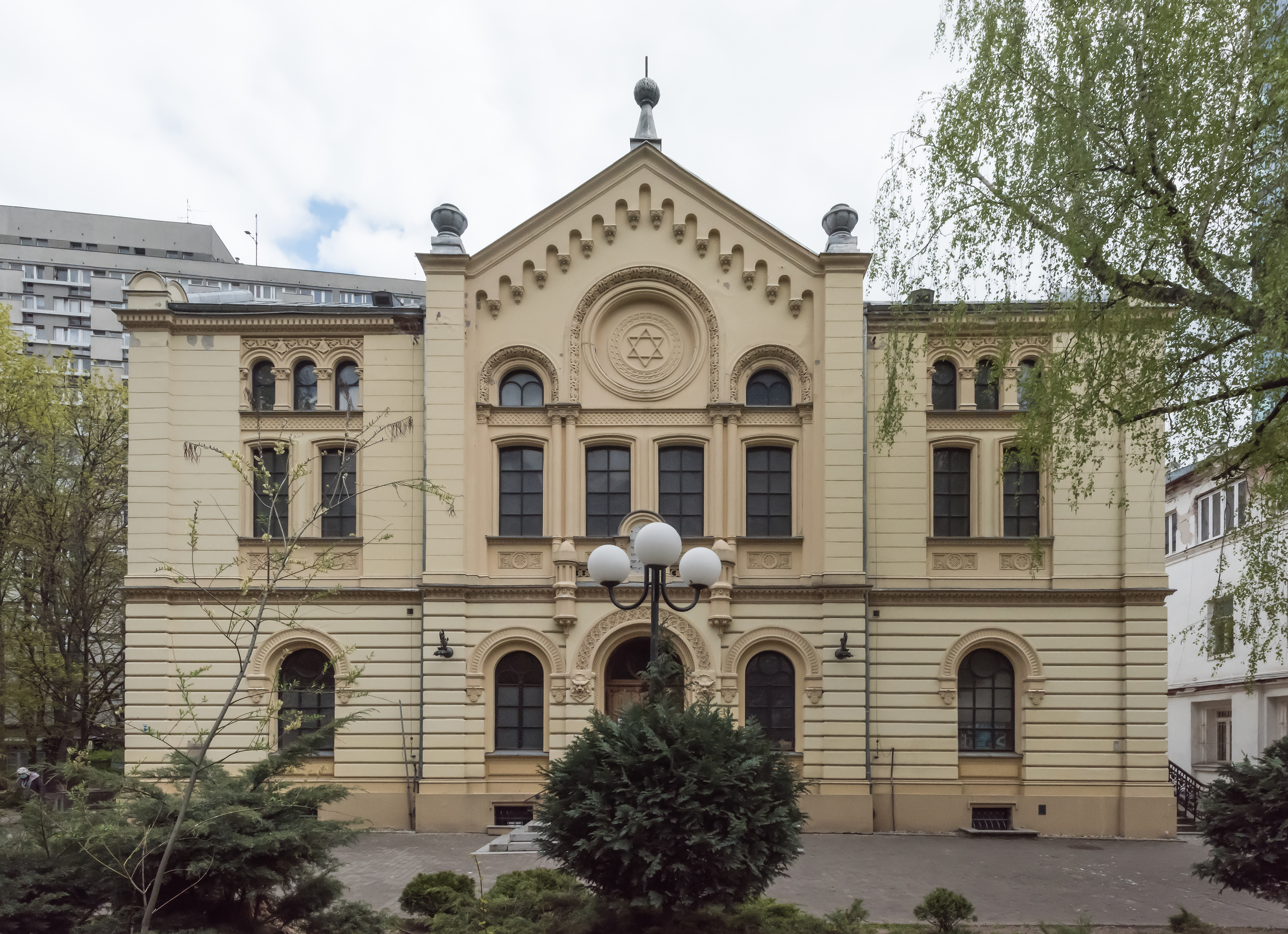
Synagoga im. Małżonków Nożyków

  - Beit Warszawa – Synagoga Beit Warszawa w Warszawie
- Chabad-Lubavitch of Warsaw[103]:
  - Synagoga chasydów z Chabad-Lubavitch
- Gmina Wyznaniowa Starozakonnych w RP
- Kyiv Messianic Jewish Congregation (KJMC):
  - KJMC Warszawa „Shalom”[104][105]
- Konserwatywna Społeczność Żydowska w Polsce[106]:
  - Synagoga „Masorti Centrum Ki Tov”[107]
- Związek Gmin Wyznaniowych Żydowskich w Rzeczypospolitej Polskiej:
  - Gmina Wyznaniowa Żydowska w Warszawie[108]:
    - Synagoga im. Małżonków Nożyków[109][110]
    - Synagoga Postępowa „Ec Chaim”[109][111][112]

## Karaimizm
- Karaimski Związek Religijny w RP:
  - dżymat w Warszawie[113]

## Nowe ruchy religijne
- Lectorium Rosicrucianum (Międzynarodowa Szkoła Złotego Różokrzyża):
  - Centrum Warszawskie[114]
- Kościół Zjednoczeniowy:
  - Ambasada Pokoju w Warszawie[115]
- Medytacyjne Stowarzyszenie Najwyższej Mistrzyni Ching Hai w Polsce[116]
- Stowarzyszenie Chrześcijańskiej Nauki:
  - Stowarzyszenie Chrześcijańskiej Nauki w Warszawie[117][118]
- Wspólnota Chrześcijan:
  - Wspólnota Chrześcijan w Warszawie[119]
- Zachodni Zakon Sufi w Polsce:
  - przedstawicielstwo regionalne w Warszawie[120]

## Rodzimowierstwo słowiańskie
- Drzewo Przodków[121]
- Gromada Białożar[122]
- Grupa WiD[123]
- Rodzimy Kościół Polski, Oddział mazowiecki[124]
- Związek Wyznaniowy Rodzima Wiara – Oddział Mazowiecki[125]

## Sikhizm
- Związek Wyznaniowy Singh Saba Gurudwara w RP:
  - Gurudwara w Warszawie[126]

## Uniwersalizm
- Kościół Unitariański:
  - zbór w Warszawie[127][128]
- Zbór Panmonistyczny[129]